# Piero Giangaspro

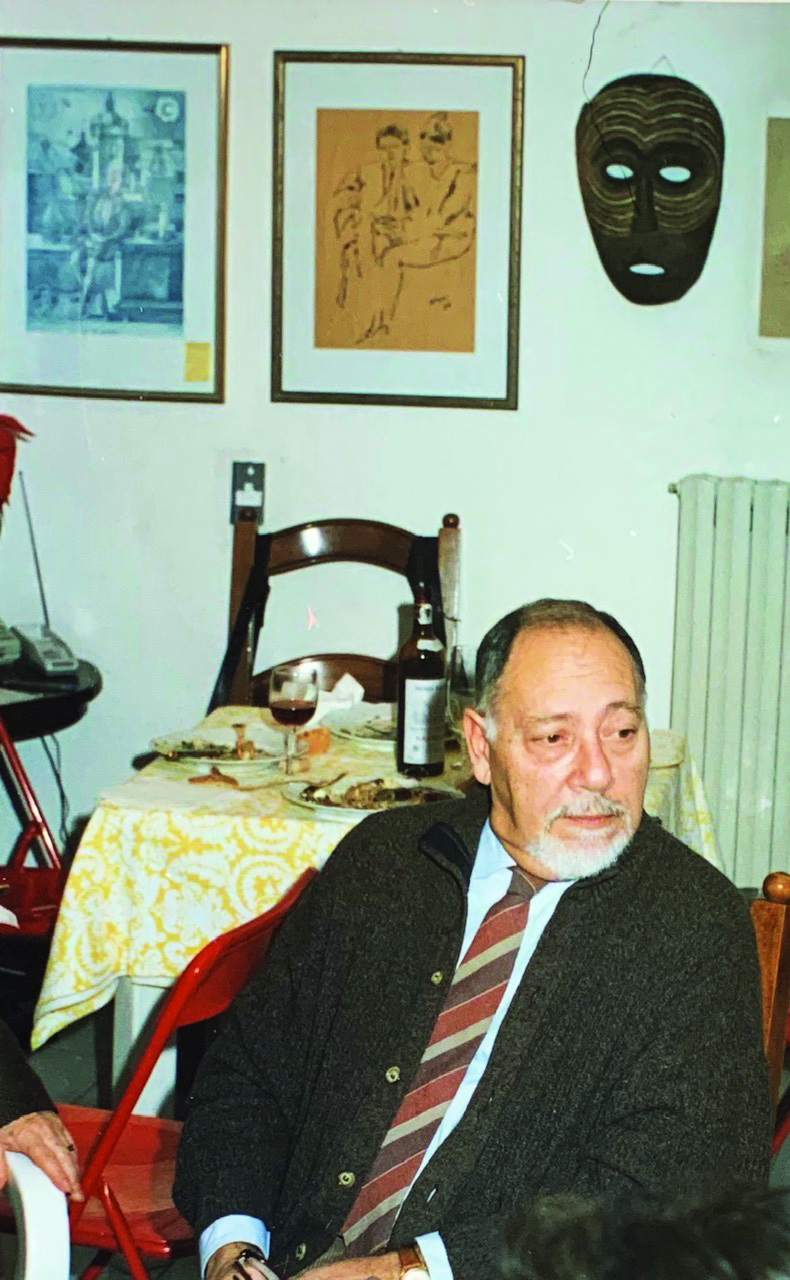
Piero Giangaspro (1995)

Piero (Pietro) Giangaspro (Milano, 21 agosto 1928 – Milano, 8 gennaio 1999) è stato un artista, giornalista, critico d'arte ed editor italiano.

## Biografia
Frequenta a Milano il liceo artistico dell’Accademia Cimabue d’arte e cultura e quindi il liceo artistico di Brera.
Ha in animo di iscriversi alla facoltà di architettura presso il Politecnico di Milano ma la vita lo indirizza al mondo della carta stampata. Il lavoro di giornalista, critico d’arte e editor fiancheggerà sempre la sua vita artistica.

### Opere
Inizia a disegnare e scolpire negli anni del liceo artistico. Nel 1948 pubblica disegni sulla rivista Magazzino (c’è anche Bepi Romagnoni). Alla fine degli anni Quaranta sulla tela privilegia gli oli classici, che riprenderà più tardi.
Negli anni Cinquanta-Sessanta si dedica ai disegni, il suo terreno preferito coltivato tutta la vita: usa prevalentemente la china nera e l’acquerello azzurro (ma non solo), talvolta la matita talvolta ancora la biro bic blu e il pennarello rosso. Appartengono ai disegni anche le vignette.
Negli anni Settanta i disegni si incentrano sui nudi, spesso erotici, che testimoniano la sua ammirazione per Schiele e Grosz, ma anche per Toulouse e Klimt, e riflettono il suo amore per la donna e la vita; sui guerrieri, simbolo di quel che saranno gli uomini nel loro futuro non tanto lontano, uomini mutanti, inquietanti, che paiono avere la missione di instillare interrogativi in chi li guarda:
e sugli automi (ripresi negli anni a seguire), corpi spesso acefali di donne uomini “imbullonati”, talvolta chirurgicamente aperti con gli organi interni in vista: discendenti dai guerrieri o, forse meglio, loro predecessori. Produce cinque litografie: La mela, La pera, Uomo blu, Semaforo, Anello rosso. Nascono i ferri, così chiamati dall’autore per metonimia, la tela infatti non c’è più soppiantata dalla lamiera di ferro. Si dedica anche alle sculture, che si imparentano con lo stiacciato dei ferri. Nel 1975 dipinge una serie di 15 acquerelli.
Negli anni Ottanta lavora a due litografie, De Chimico e Chymica rannus (stampate nel 1984-85), che l’Eni gli commissiona per omaggiare i cento clienti più importanti; e alla serie  L’Arcimboldo delle professioni (progettata e in parte realizzata). Nel 1985-86 avvia la serie dei d’après Fontana, continuata nei primi anni Novanta: omaggio irriverente-riconoscente al grande maestro.
Negli anni Novanta si moltiplicano i disegni delle città (nati già negli anni Settanta), intricate architetture di un futuro prossimo venturo, sospese fra cielo e terra: le abiteranno gli automi o i guerrieri? Inizia le tre serie dei d’après Savinio (solo progettata e parzialmente iniziata), dei sette vizi capitali (progettata e iniziata con l'Accidia, da cui trae la prima di due piastrelle a quattro e sei elementi) e delle sedie elettriche (acquerelli esposti postumi nel 1999).

### Mostre
Negli anni Sessanta partecipa a diversi premi, comincia anche a esporre (Lignano, Imperia, mostra “Il nostro Po” Milano-Piacenza).
Nel 1978 espone al festival dell’Unità del quartiere Garibaldi-Brera.
Nel 1979 espone alla galleria Schubert a Milano e alla galleria Il grappolo a Sesto San Giovanni: è la prima apparizione in pubblico dei ferri, l'Avanti! ne parla ma non li chiama così, usa una perifrasi (“un gruppo di composizione in lamiera di ferro”) a sottolineare la novità di quei quadri sculture dove la tela non c’è più; i ferri (li chiamano "lamine") sono esposti anche a Mantova lo stesso anno.
Nel 1980 prende parte alla 17ª mostra nazionale di pittura contemporanea - premio nazionale Gaudenzio Ferrari di Santhià: espone il ferro il Cuore (Radiografia III).
Nel 1981-82 partecipa a due esposizioni di mail art (Milano, galleria Apollinaire e Foggia, Laboratorio arti visive).
Nel 1984 espone “Ventidue variazioni su un tema” (Milano, Club Granville - Cidos): il tema è Fontana, le variazioni sono i d’après Fontana.
Nel 1986 partecipa a “Soldi d'autore” (Arte Fiera Bologna) con il d’après Fontana Fontana di Trevi I (a fondo blu: la Fontana di Trevi II a fondo rosso nascerà nel 1989).
Nel 1987 prende parte a “Aesthetica magnetica” (Como, galleria Il Salotto) esponendo Turbamenti di un ferro da stiro / Il Cadeau di Man Ray e il magnetismo.
Nel 1989 partecipa al premio Buzzati, vincendo il secondo premio categoria giornalisti con il d’après Fontana I fori del male; nel 1991 alla seconda edizione del premio Buzzati presenta il d’après Fontana Guglielmo Tell.
Nel 1992 espone le città e i d’après Fontana a “15 + 15” (Appiano Gentile, Centro culturale Wildt).
Nel 1994 espone i d’après Fontana a “Conironia” (Milano, Studio degli Angioli).
Nel 1995 partecipa a “Smemoria Sricordi” (Milano, priMateria).
Nel 1995 partecipa a “La persistenza della memoria” (Milano, Studio degli Angioli).
Nel 1997 espone i d’après Fontana a “Conironia” (Vacciago di Ameno, Fondazione Calderara).
Nel 1999 (postuma) vengono esposte le sedie elettriche a Milano alla galleria Sargadelos.

### Editoria
Nel 1953 entra come critico d’arte nella redazione di Cronache italiane; nel 1954 passa a Vie turistiche. Nel 1957 fonda e dirige la rivista Marmo. Approda alle Edizioni Labor.
Nel 1960 è vignettista per La Notte. Collabora a Italia 61; entra in altre case editrici (Nuova Accademia, Principato, Mondadori). Fonda e dirige nel 1970 la rivista apprezzatissima MG Mostre e Gallerie. 

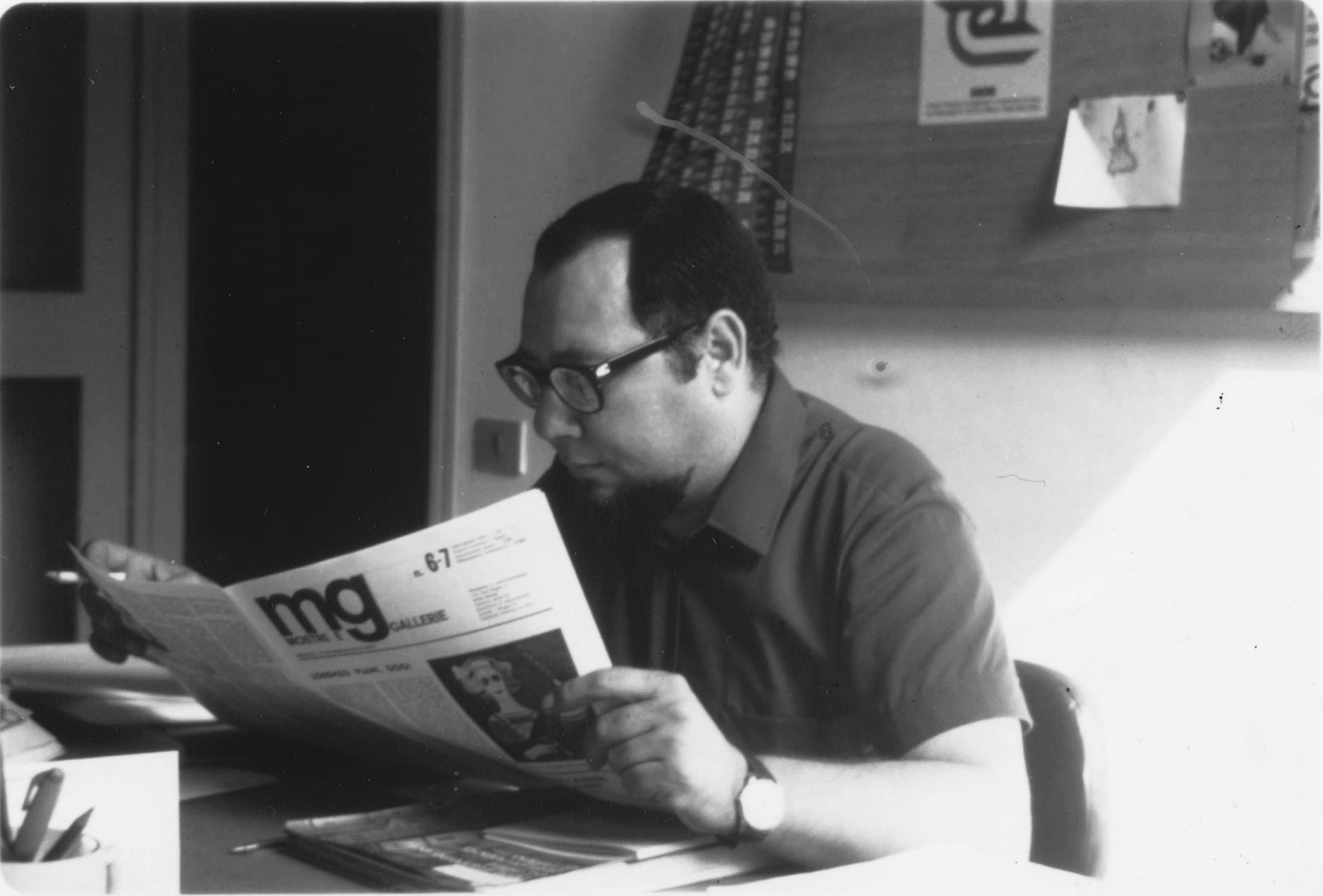
Piero Giangaspro nella redazione di Mostre e Gallerie (1970-71)

Nel 1971 inizia la sua collaborazione con l'Avanti!: cura la rubrica “Mostre d’arte” e scrive pezzi su importanti artisti.
Nel 1973 è il responsabile del Catalogo generale della XV Triennale di Milano. Collabora con Piccole città, con il Nuovo Milanese e con la rivista Atlante. Per tutti gli anni Settanta è redattore e grafico all’Istituto Geografico De Agostini di Novara con filiale a Milano in via Mosè Bianchi.
Cura direttamente o partecipa con suoi scritti a cataloghi di altri artisti:
- Piero Giangaspro (a cura di), Roberto Manni, Edizioni Presenza, Roma 1972;
- [Ottorino] Stefani. Colori immagini parole narranti il Veneto, Treviso Ca’ da Noal, Montebelluna Sala consiliare, 4 settembre - 5 ottobre 2008, introduzione di Vittorio Sgarbi, scritto di Piero Giangaspro a p. 223, testo dell’articolo pubblicato sull'Avanti! il 13 aprile 1972;
- [Alberto] Cavalieri, con scritti di Budigna, Marussi, Natali, Cara, Ferrari, Passoni, Coccia, Belotti, Giangaspro, Franzoso, Di Martino, Galleria Arcangeli, Cusano Milanino 1973;
- Umberto Pettinicchio, presentazione di Roberto Sanesi, scritti di Vito Apuleio, Domenico Cara, Raffaele De Grada, Giancarlo Fusco, Piero Giangaspro, Giorgio Seveso, Laboratorio delle Arti, Milano 1979.

Negli anni Ottanta cura tre importanti volumi divulgativi: Tecnica e lavoro nell’arte; L’architettura delle macchine: il Rinascimento; L’architettura delle macchine: il Settecento (L’Encyclopédie). Collabora con Historia; partecipa al numero unico di Quetzalcoatl (giugno 1987), edito dal SNA (Sindacato nazionale artisti) - Cgil di Milano, in triplice veste: redattore, grafico e vignettista. È dall’inizio degli anni Ottanta che Giangaspro fa l’art-sindacalista attivo prima come responsabile per la stampa della FNLAV (Federazione nazionale lavoratori arti visive) - Cgil, che pubblica il periodico Arti visive, poi come anima del SNA - Cgil.
Nel 1990 è responsabile del servizio grafico e vignettista della rivista Amadeus. Nel 1992 cura l’edizione italiana del volume Introduzione alla grafica: manuale pratico per studenti e per chi opera nei settori editoriale e pubblicitario. Dal 1994 collabora a Il Giorno (rubrica “Luoghi di Milano”, vignette di “Al bar con Giangaspro” e articoli critici di spessore); dal 1997 i suoi disegni compaiono sul Diario della settimana (nella rubrica “Recensioni”).

## Galleria d'immagini

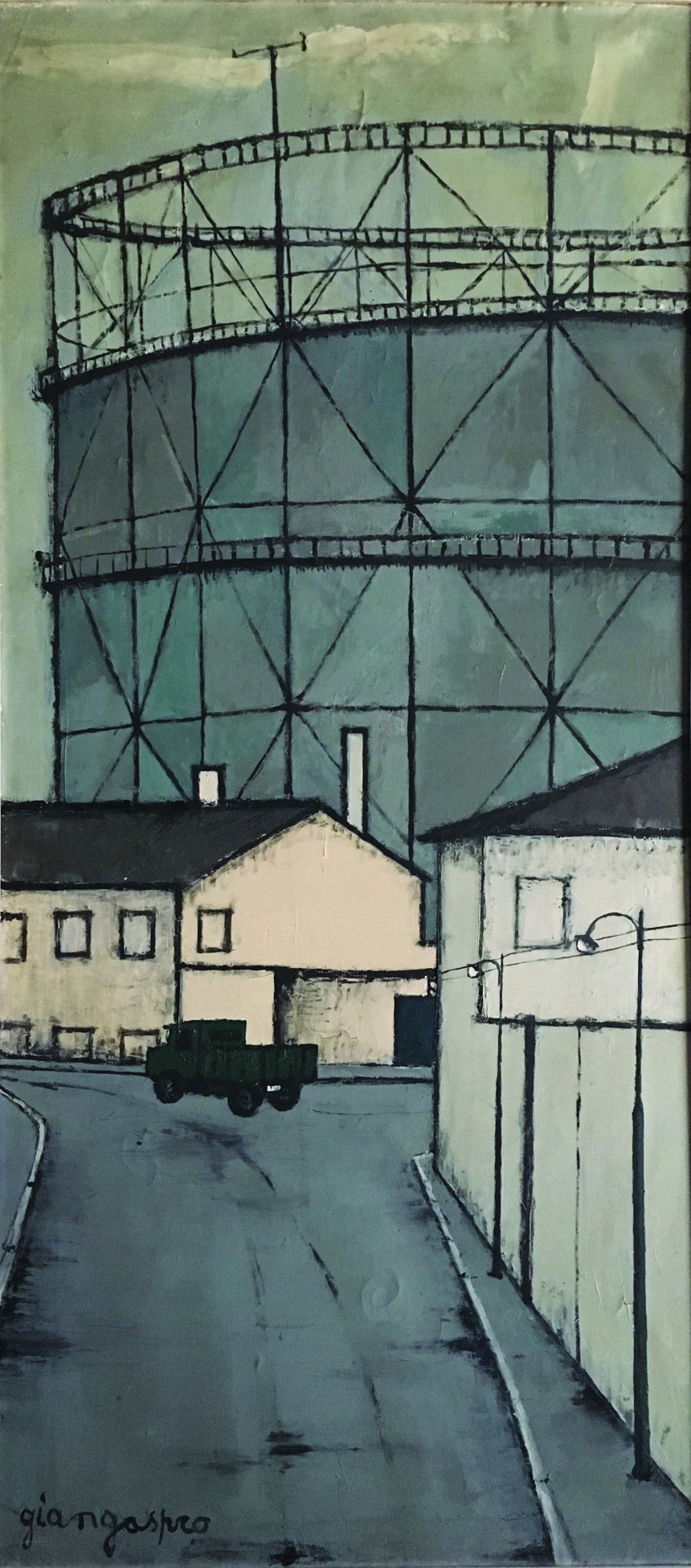
Gasometro  (olio, anni Cinquanta)
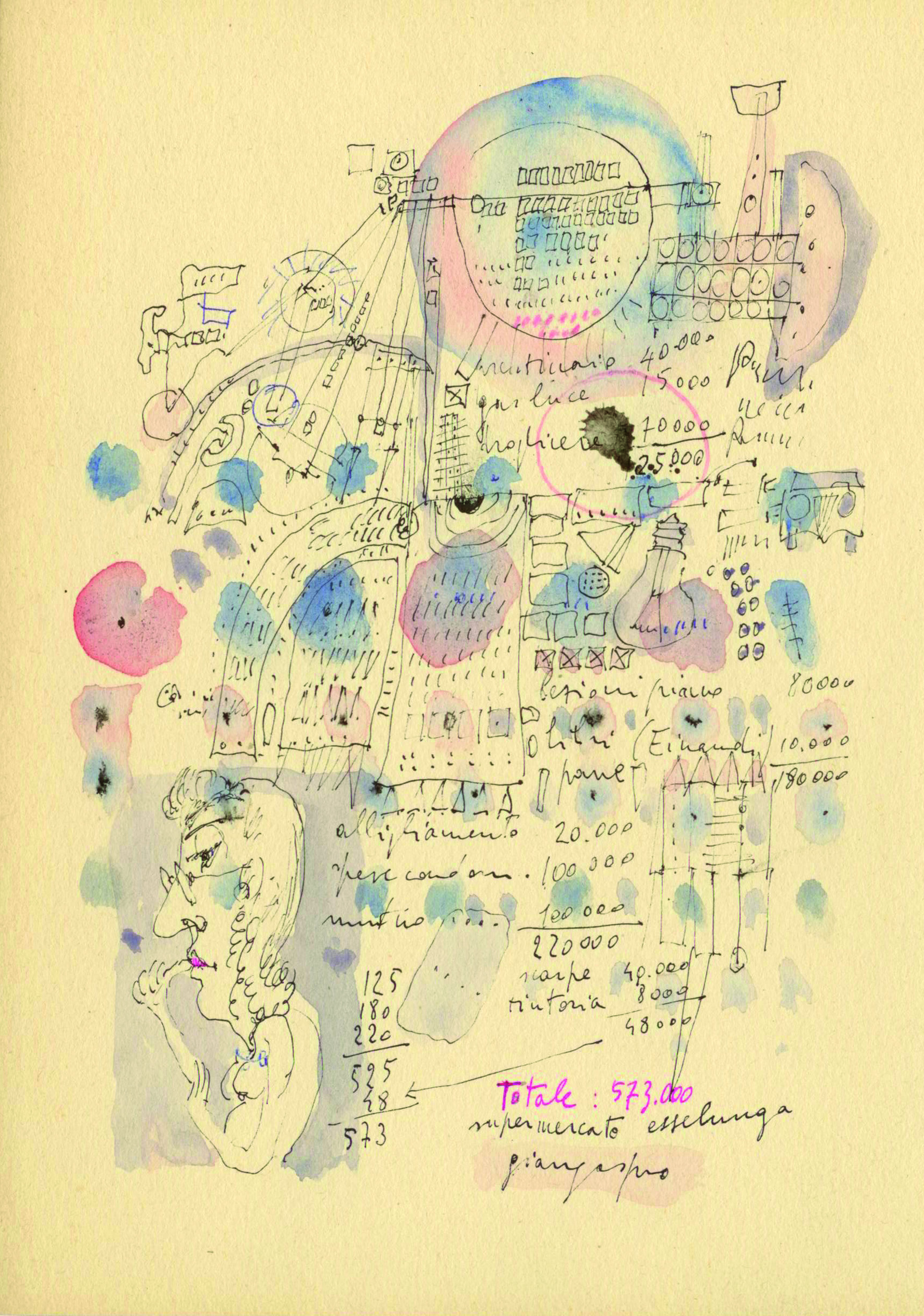
Disegno  (anni Settanta)
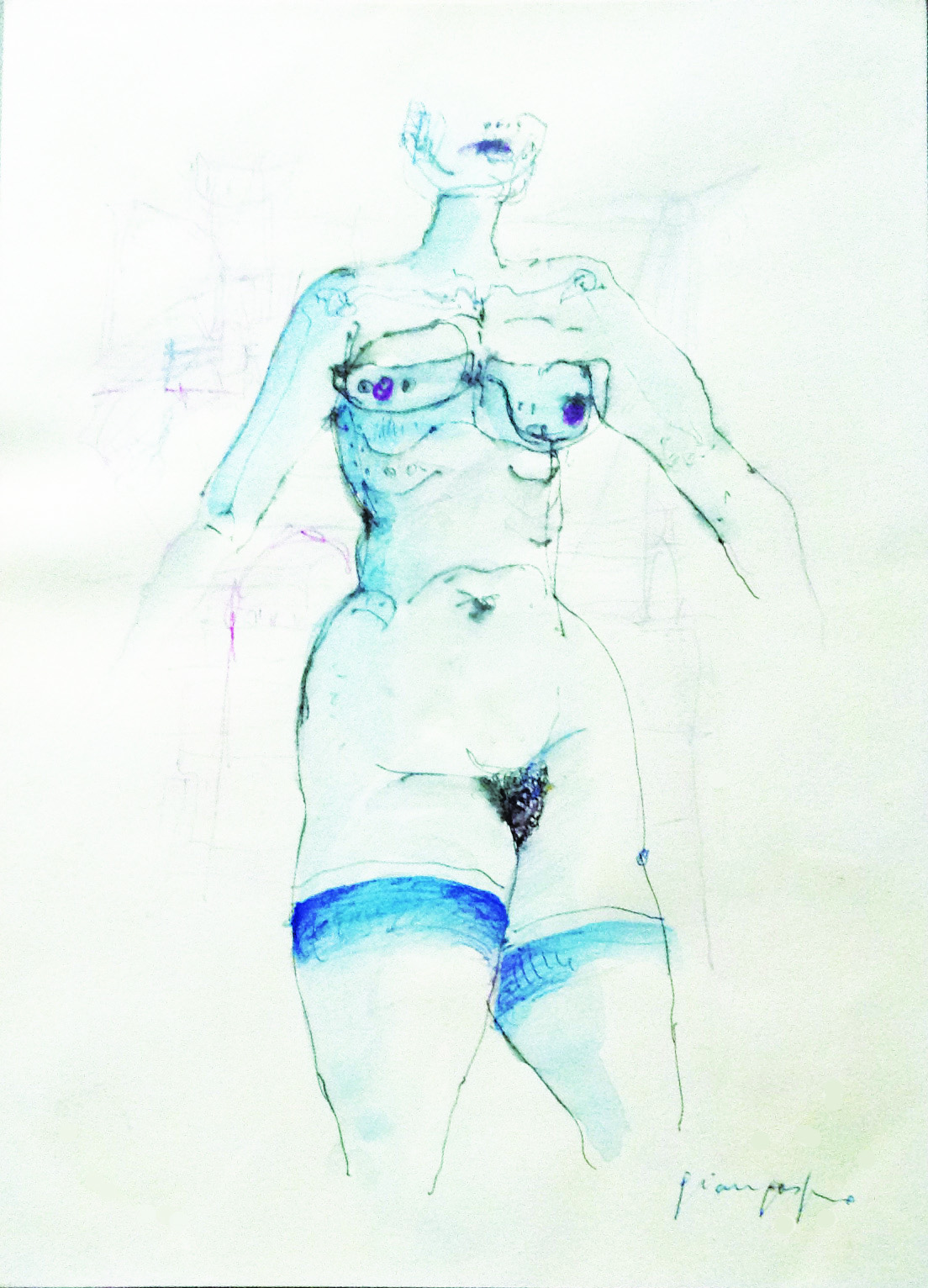
Nudo  (anni Settanta)
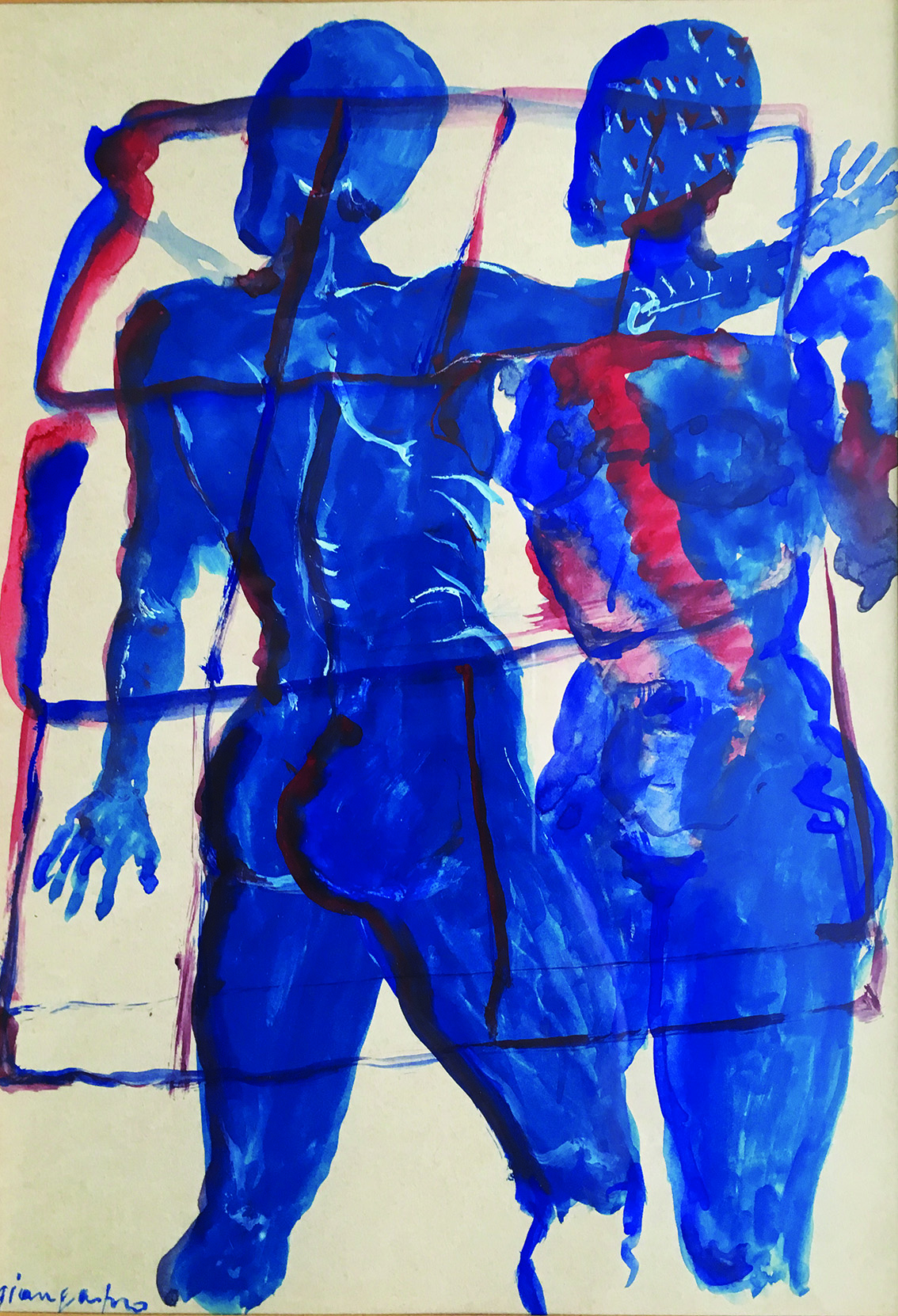
Nudo erotico (1971)
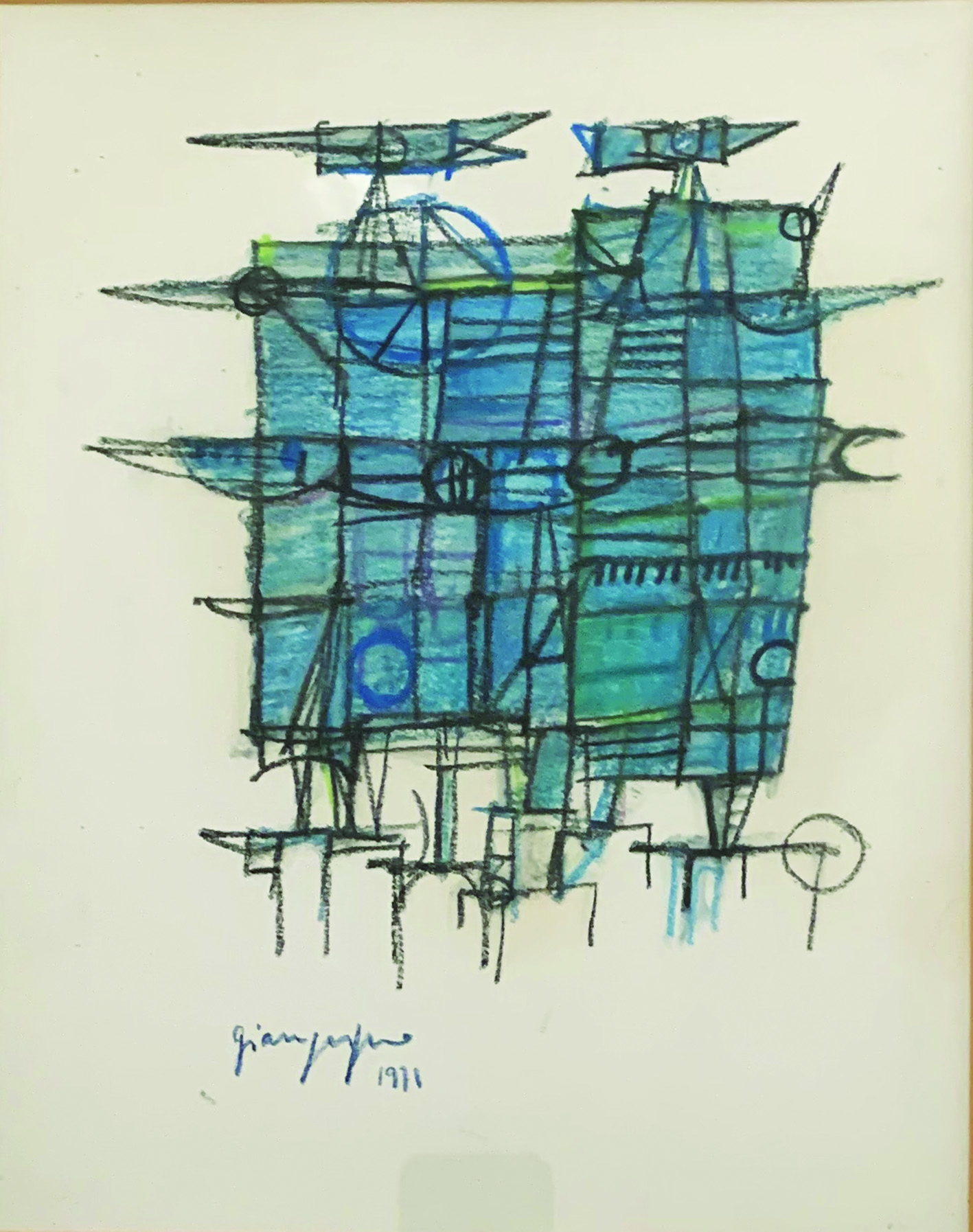
Guerrieri (1971)
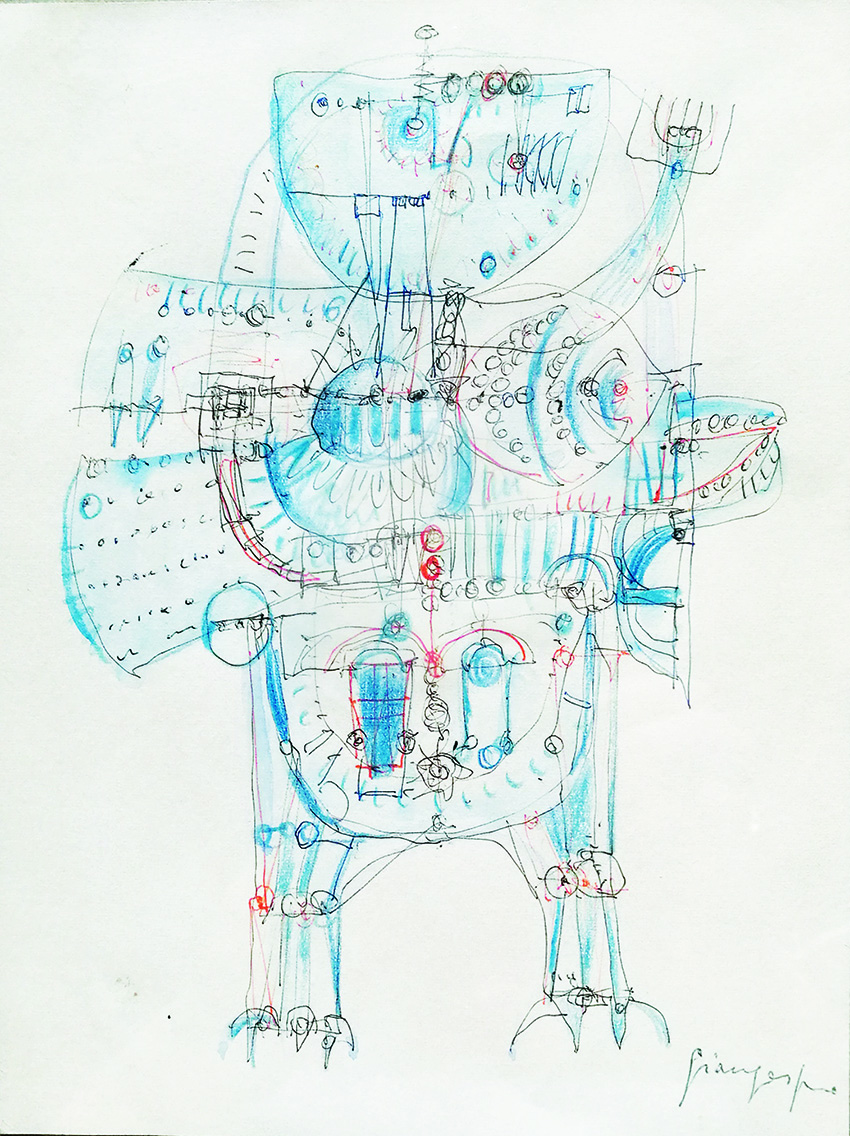
Guerriero (anni Settanta)
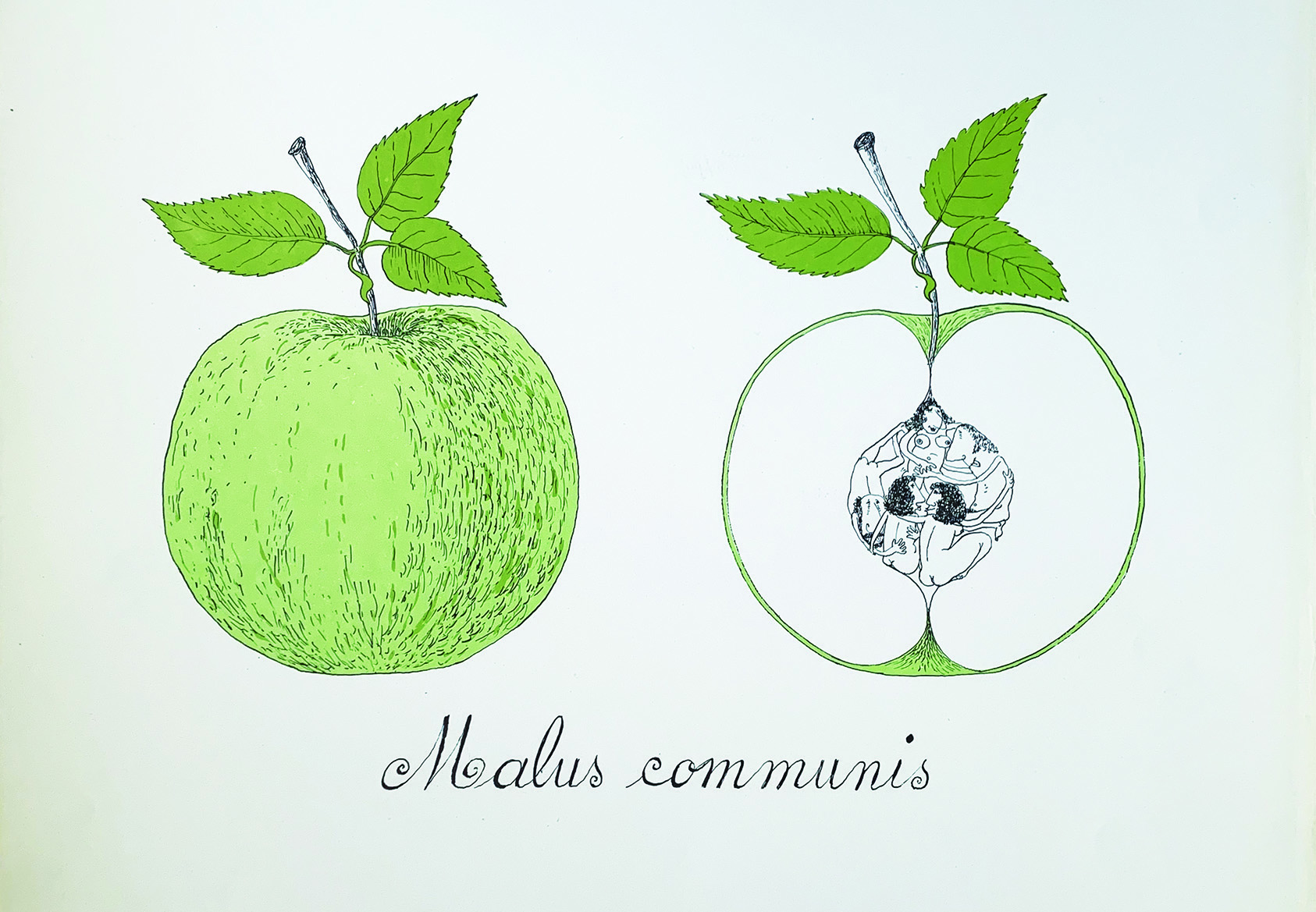
Mela (litografia, anni Settanta)
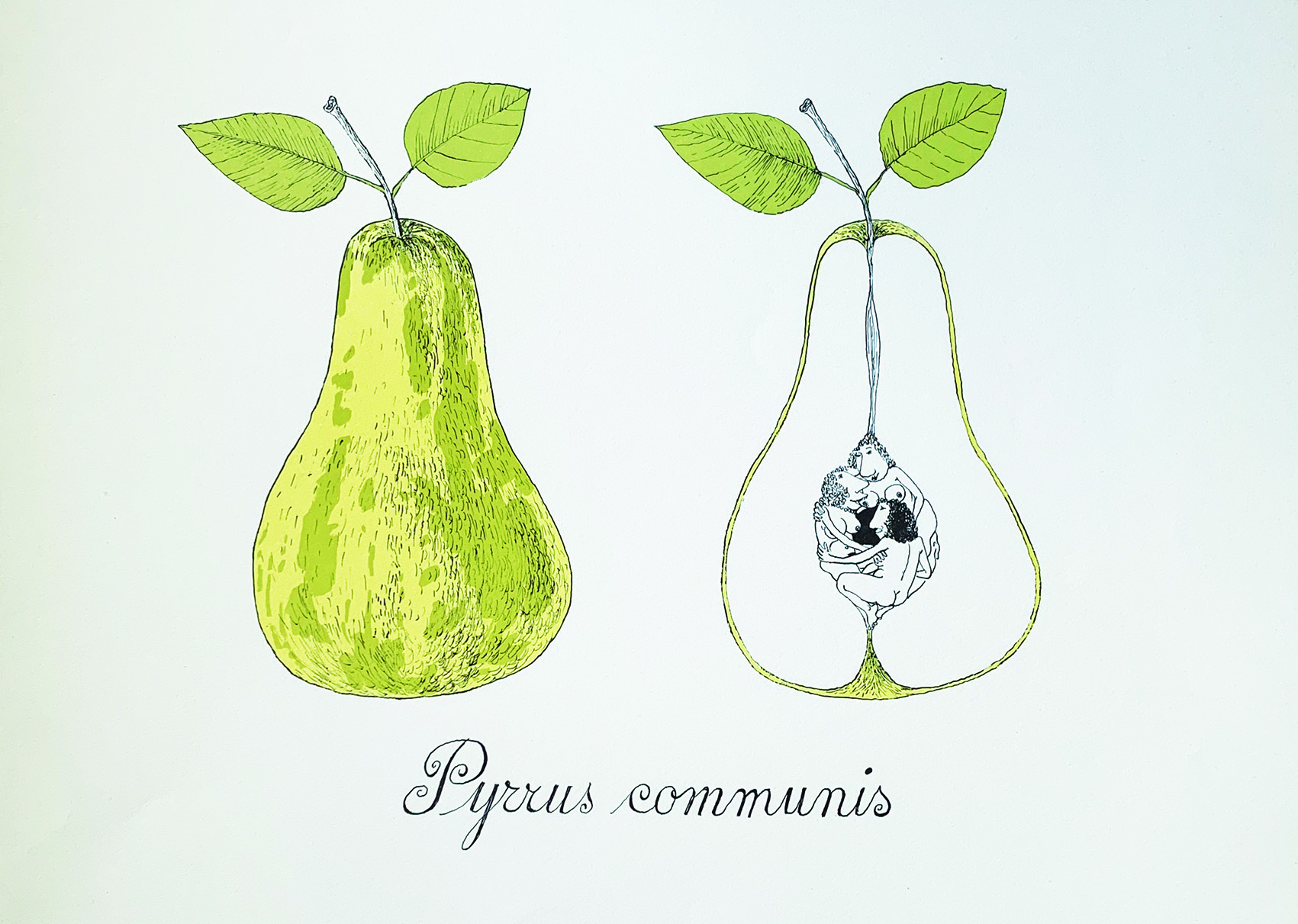
Pera (litografia, anni Settanta)
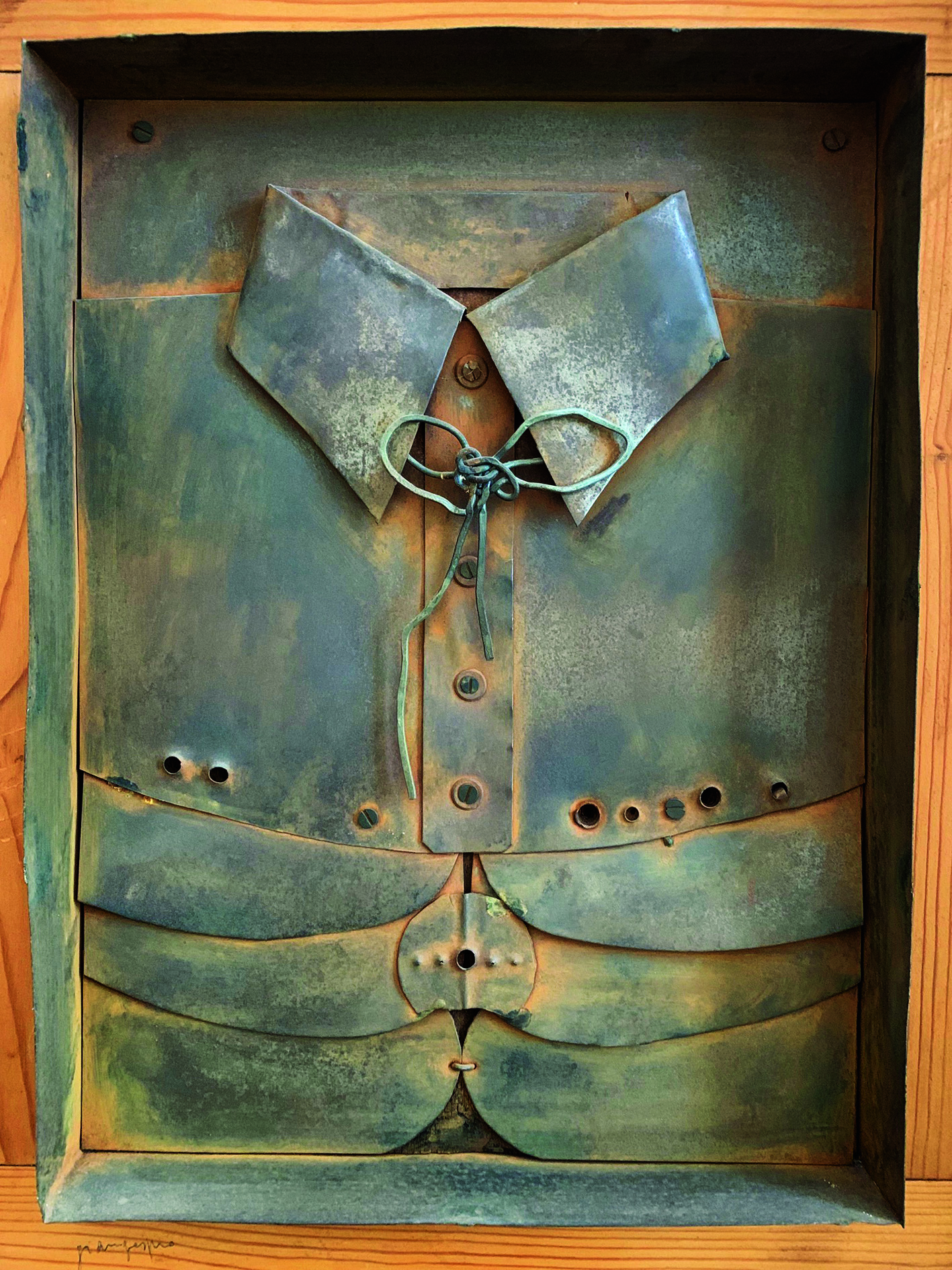
Lincoln (ferro, anni Settanta)
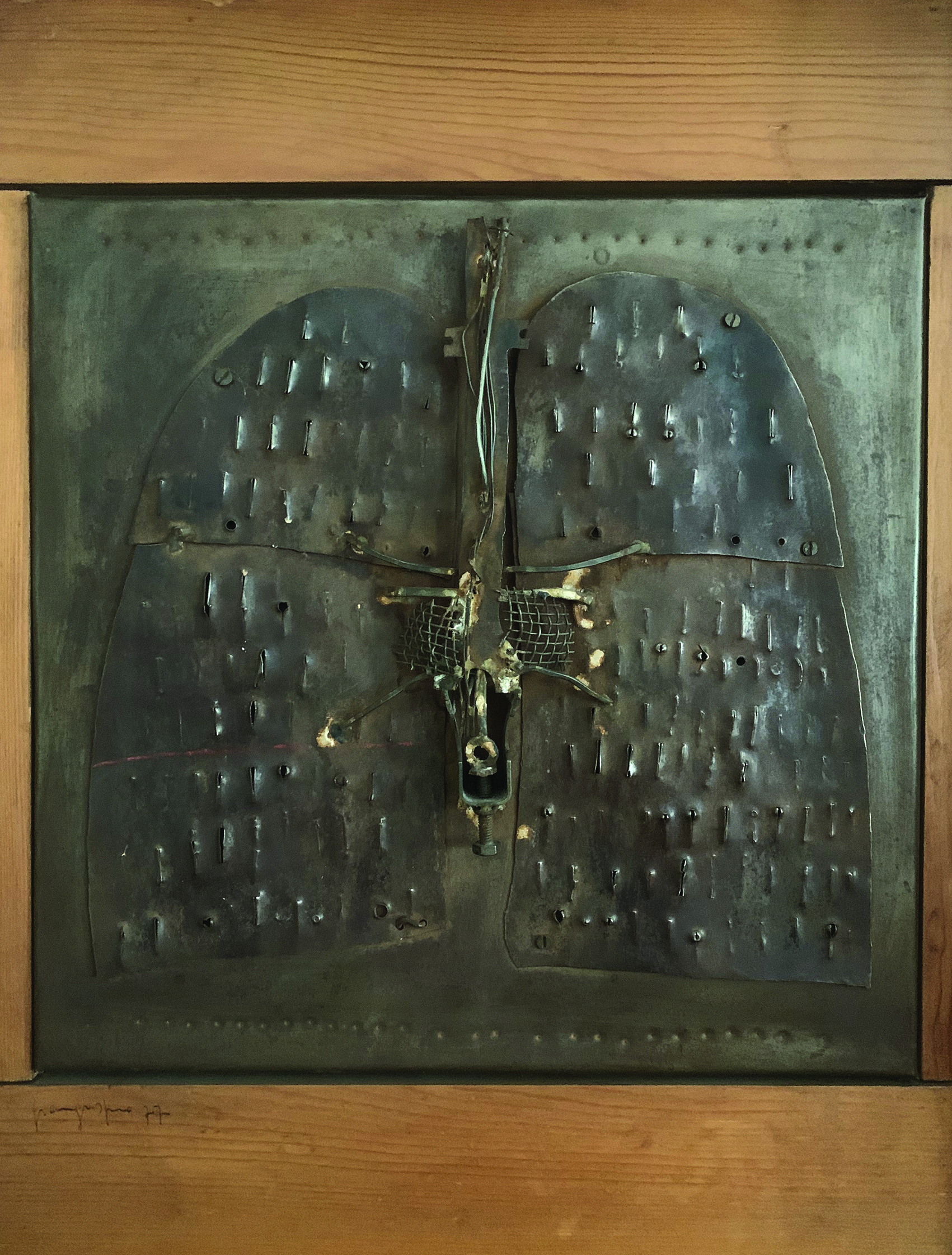
Polmoni (ferro, anni Settanta)
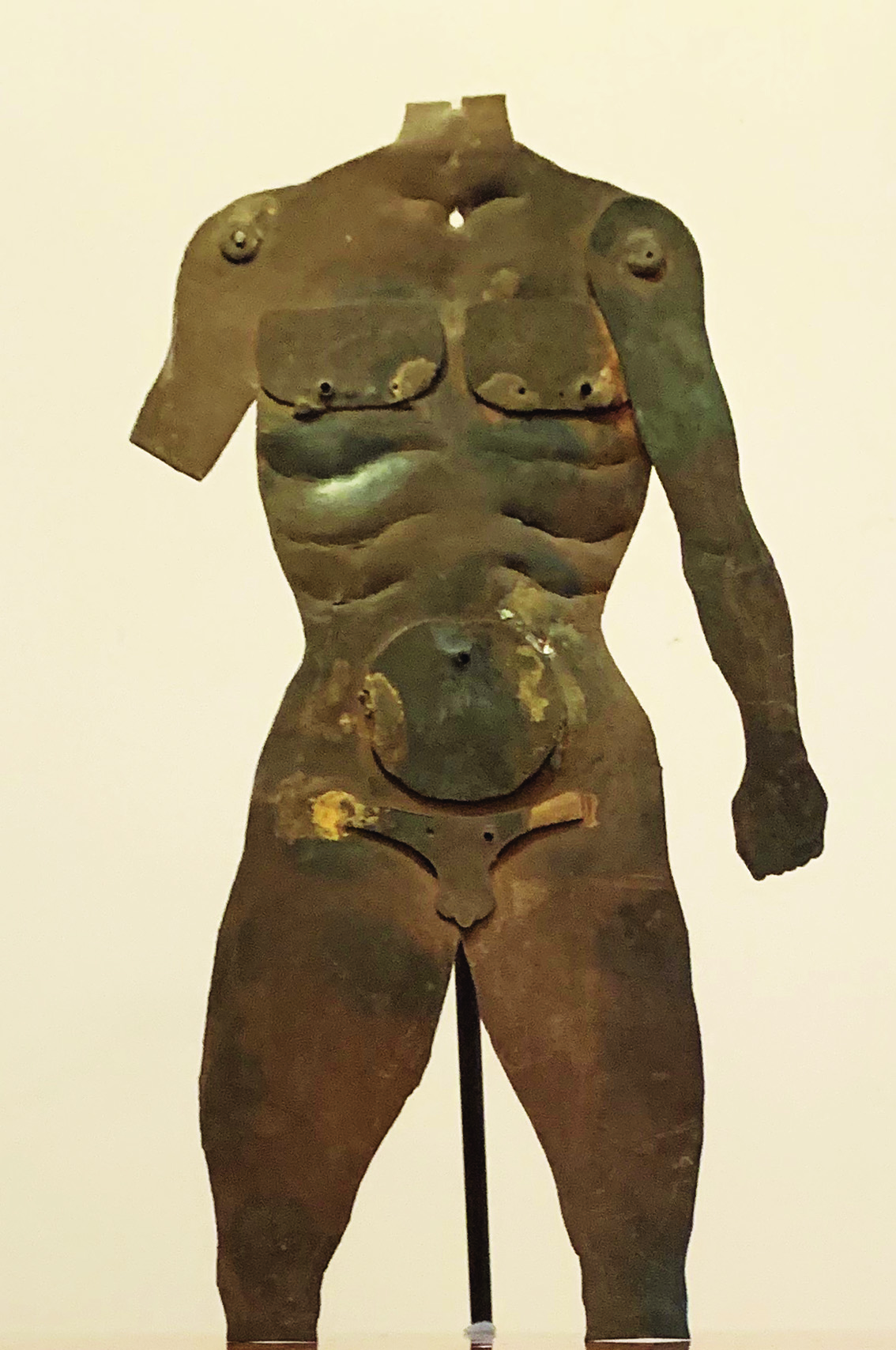
Scultura (anni Settanta)
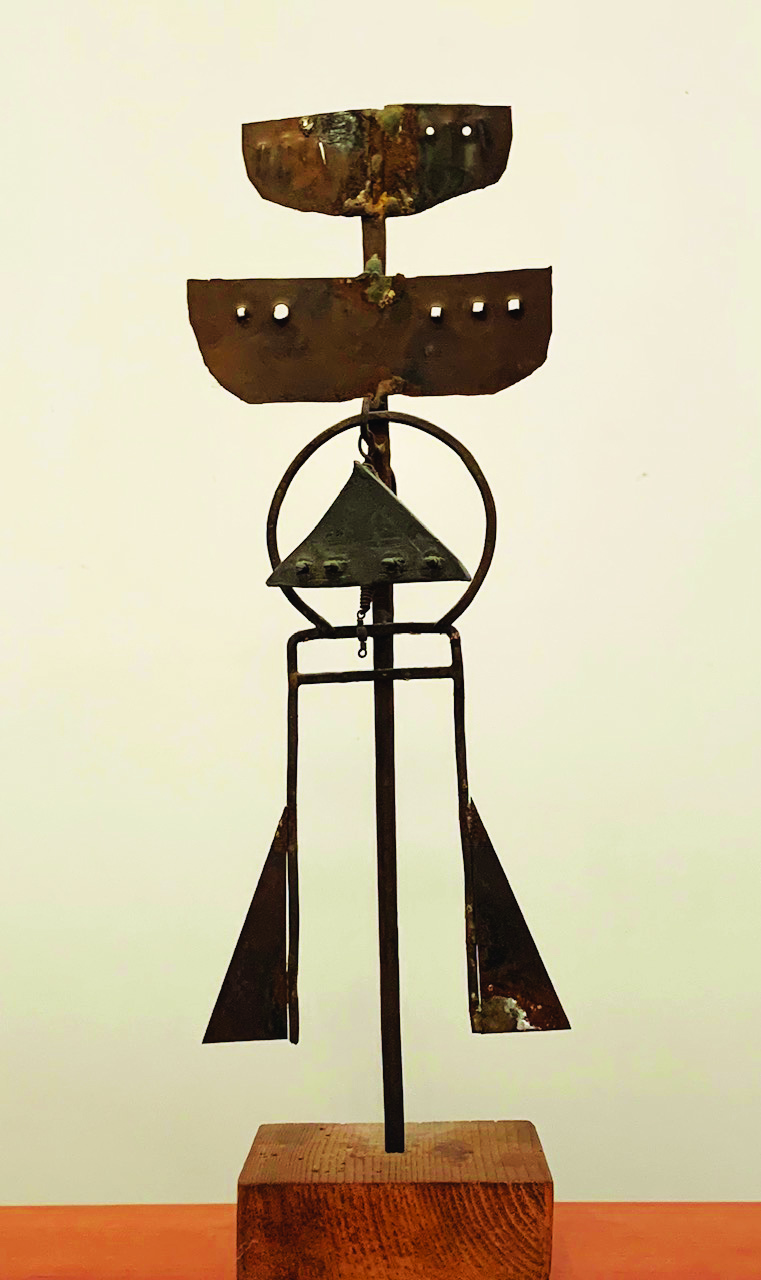
Scultura (anni Settanta)
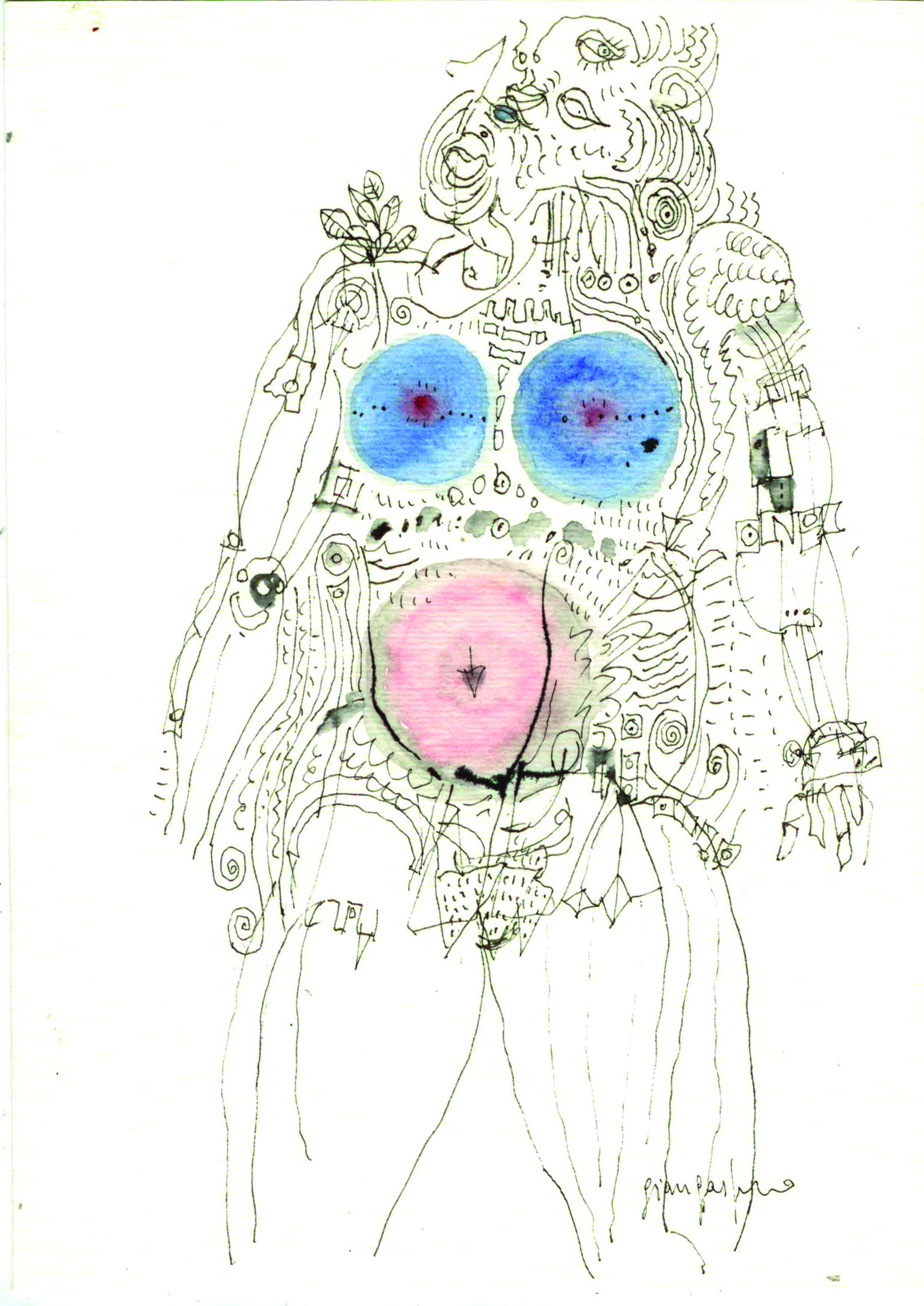
Automa (anni Ottanta)
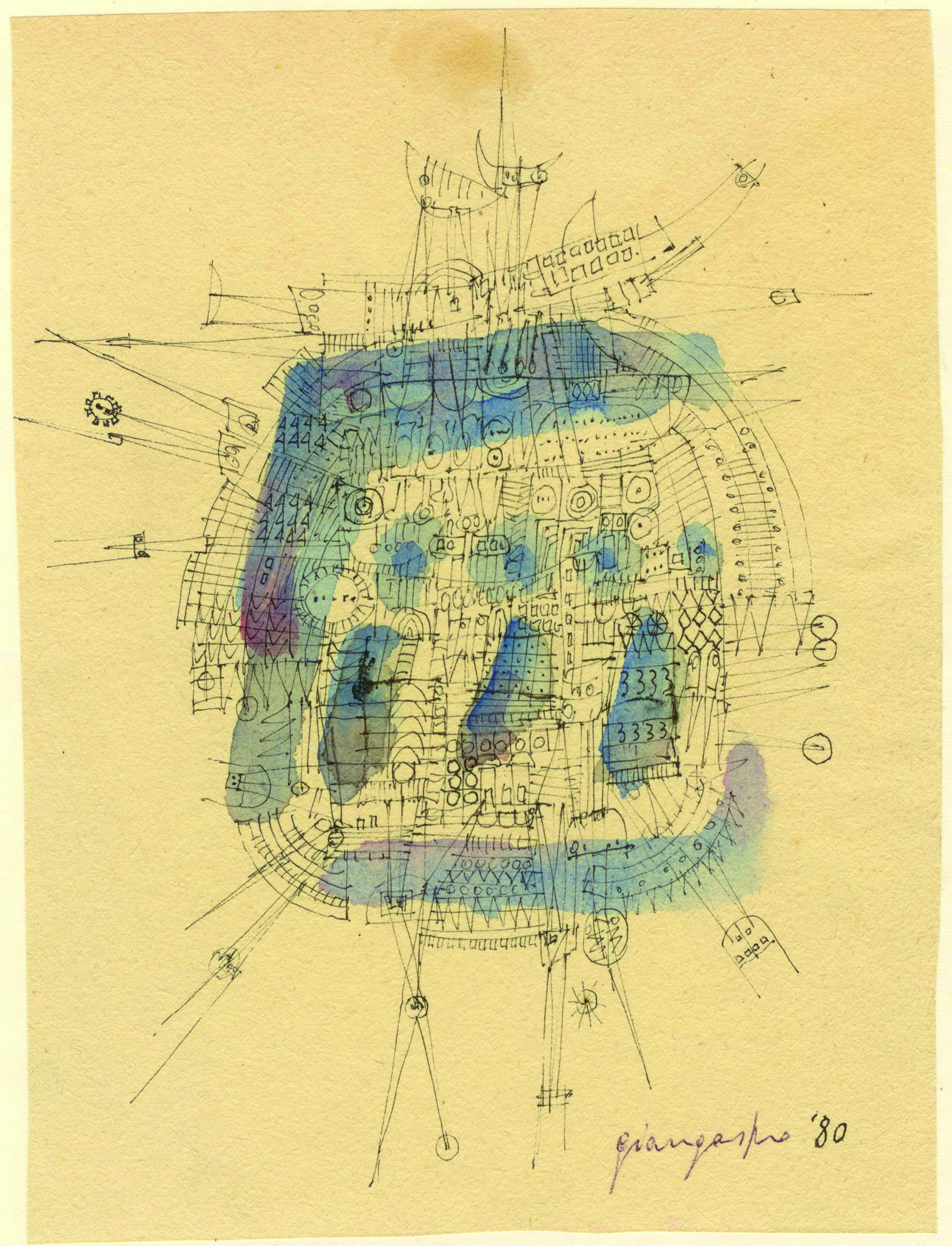
Città (1980)
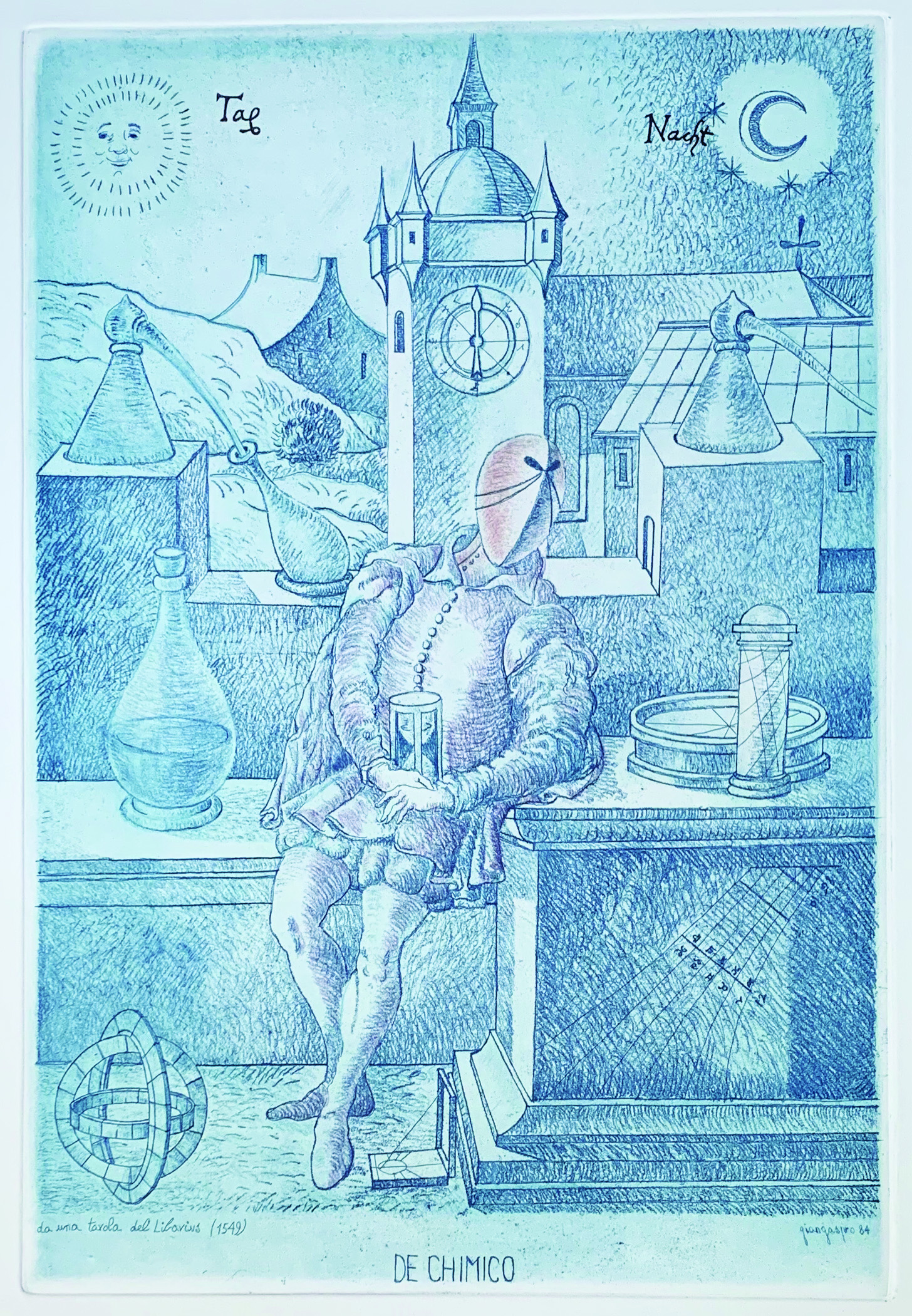
De Chimico (litografia, 1984)
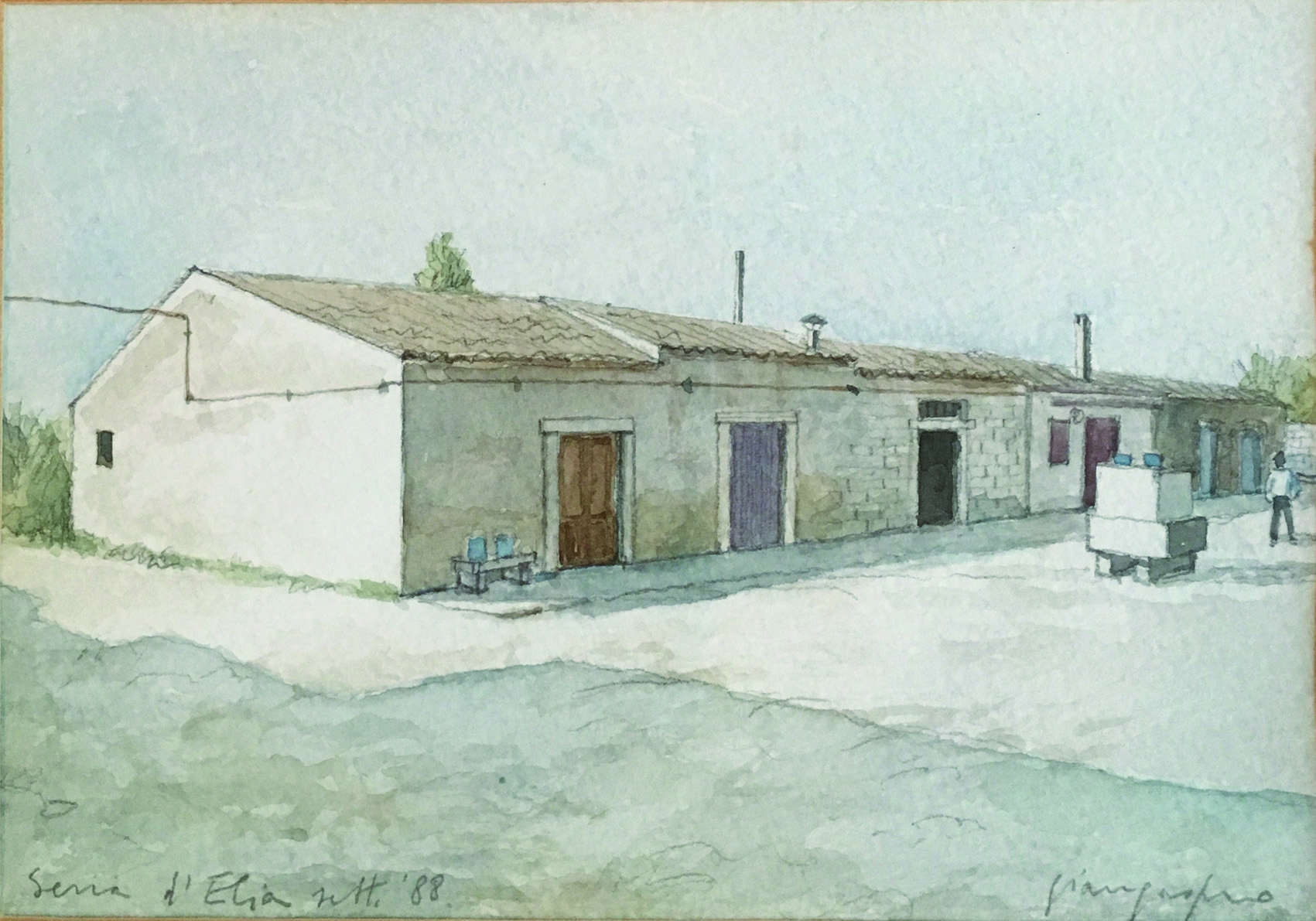
Serra di Sant'Elia (acquerello, 1988)
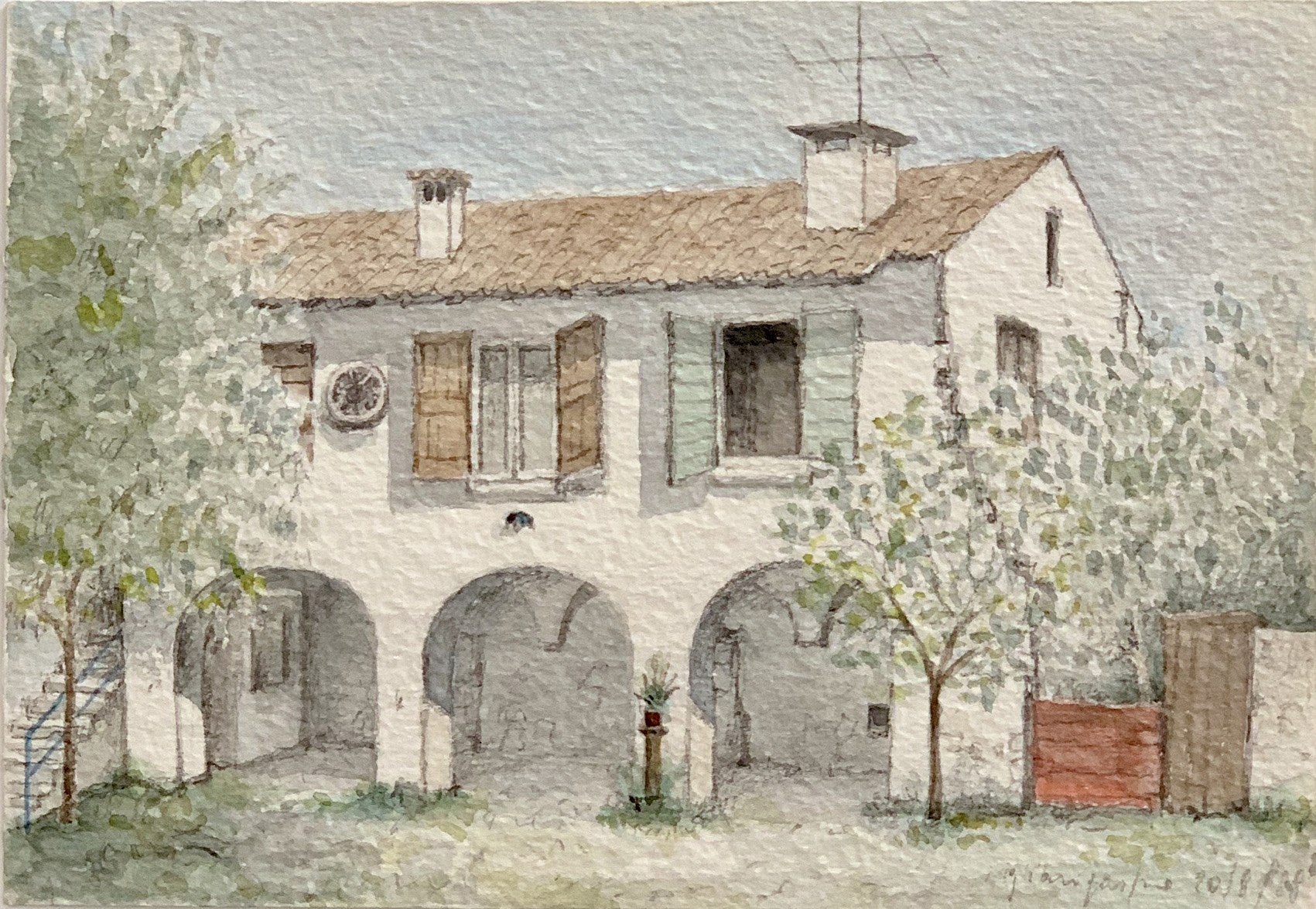
Casa di San Felice del Benaco (acquerello, 1988)
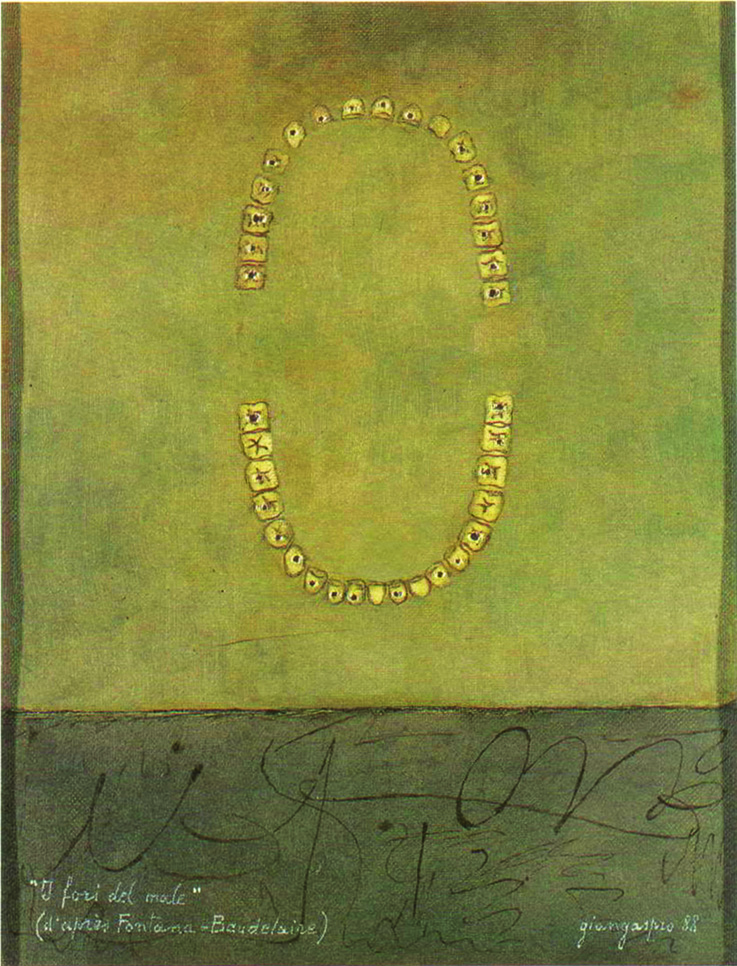
I fori del male (d'après Fontana, secondo classificato categoria giornalisti al premio Buzzati 1989)
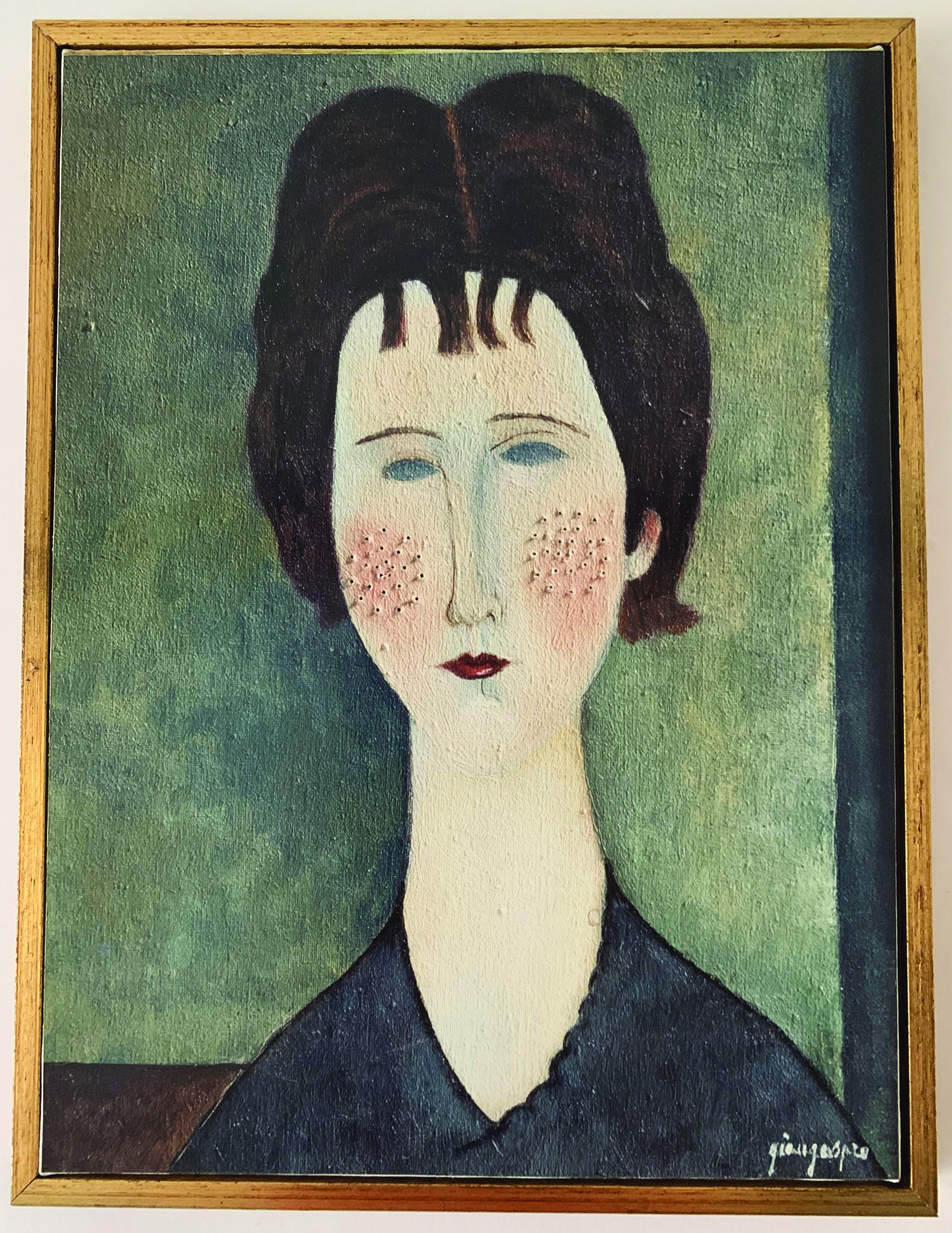
Acne (Fontana-Modigliani, d'après Fontana, anni Novanta)
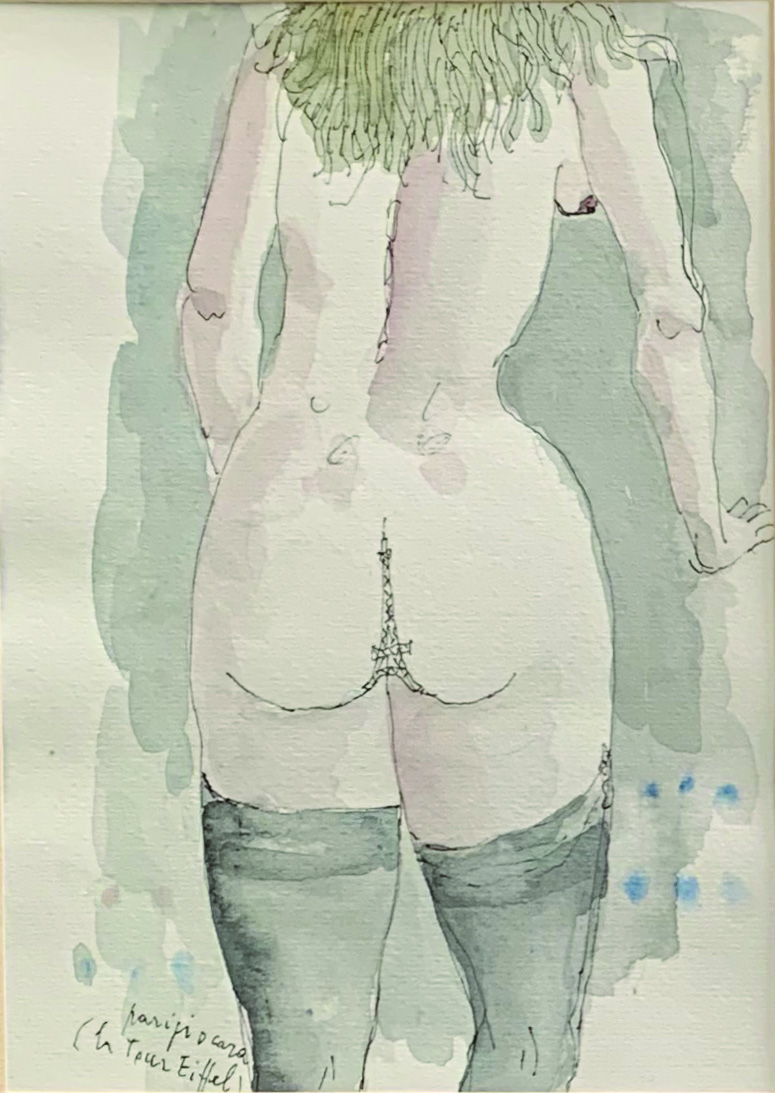
Nudo (anni Novanta)
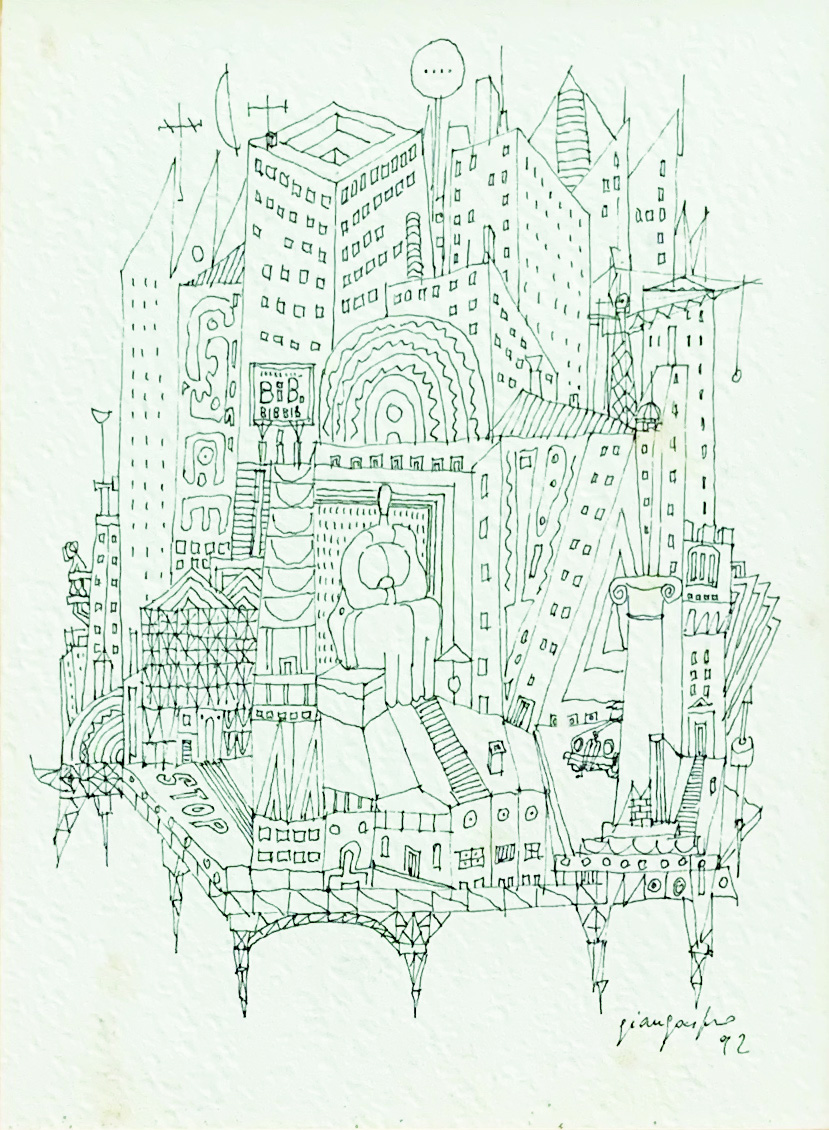
Città (1992)
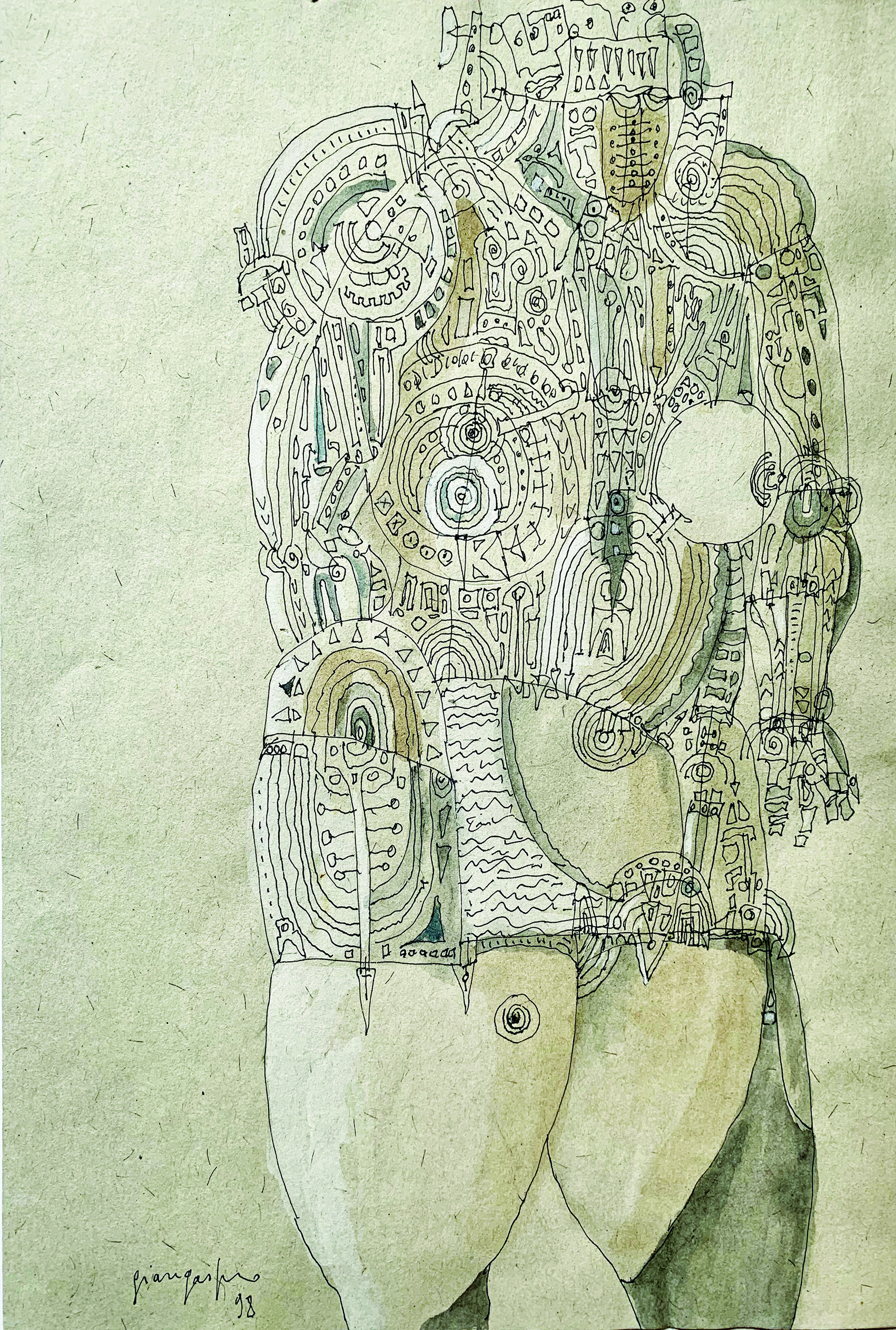
Automa (1998)